# Angaco megye
Angaco egy megye Argentína nyugati részén, San Juan tartományban. Székhelye Villa del Salvador.

## Népesség
A megye népessége a közelmúltban a következőképpen változott:
| Év   | Lakosság |
| ---- | -------- |
| 2001 | 7562     |
| 2010 | 8125     |